# Rainbow City
Rainbow City ist eine Stadt im Etowah im nordöstlichen Alabama. Das Stadtgebiet zählt zur Gadsden Metropolitan Statistic Area, dem urbanisierteren Teil des Countys im südlichen Zentrum. Gegründet als eine der ersten Ansiedlungen im County, genießt Rainbow City seit 1960 den Status einer Incorporated City. Die Einwohnerzahl lag im Jahr 2016 bei 9531.

## Geografie

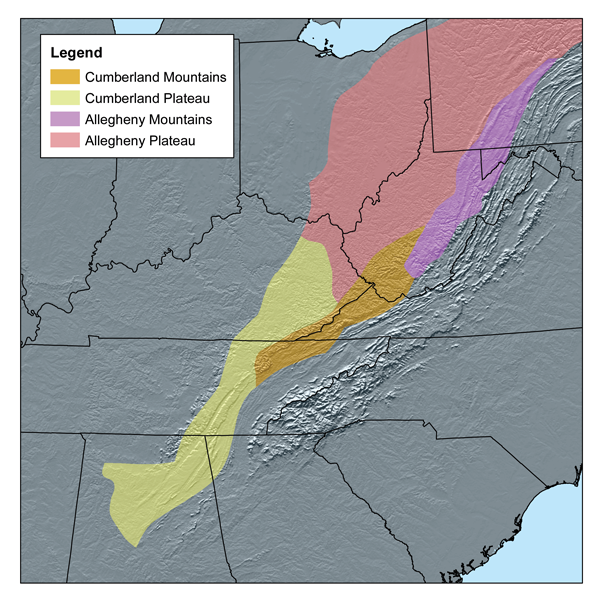
Lage des Cumberland-Plateau (beige-farben)

Die Stadt Rainbow City ist Bestandteil des statistischen Ballungsraums rund um den County-Verwaltungssitz Gadsden im südlichen Zentrum des Etowah County. Lagetechnisch bilden die Gebiete von Rainbow City, Attalla und Gadsden den nördlichen Teil dieser Verdichtungszone, die auf dem anderen Ufer des Coosa River gelegenen Gebiete von Southside und Glencoe den südlichen Teil. Geografisch liegt Rainbow City in der Grenzzone zwischen dem Cumberland-Plateau im Norden und dem etwas ebeneren Piedmont-Gebiet südöstlich angrenzend – wobei der südlich an der Stadtgrenze gelegene Coosa River die ungefähre Trennlinie zwischen den beiden Landschaftsregionen markiert. Im Unterschied zu der stark von Bewaldung geprägten Landschaft im County liegt Rainbow City in der lichteren, landschaftlich stärker segmentierten Zone längs des Coosa River. Wichtigste überregionale Durchgangsstraße ist der Highway US-411, der parallel zum Coosa River durch die Stadt führt. Hinzu kommt die Interstate 59, die nördlich an der Stadt vorbeiführt und ebenfalls von Südwesten nach Nordosten führt. Nächstgelegener Flughafen ist der Northeast Alabama Regional Airport nördlich der Stadtgrenze.

## Geschichte
Das Gebiet der heutigen Rainbow City zählt zu den ältesten Siedlungsgebieten in Etowah County. Der erste Europäer, der nachgewiesen die Region durchquerte, war der spanische Entdecker Hernando de Soto: Auf seiner mit einigen Hundert Soldaten unternommenen Expedition von Florida zum Mississippidelta 1539–1542 soll er 1540 in der Nähe des heutigen Rainbow City den Coosa River überquert haben. Im 18. und 19. Jahrhundert war das Gebiet Grenzland zwischen den Stammesterritorien der Creek und Cherokee. Die erste Besiedlung erfolgte noch zu Zeiten, als Alabama Teil des Mississippi-Territoriums war: Nach Andrew Jacksons Feldzug gegen die Creek in den Jahren 1813 und 1815 zogen die ersten Siedler in die Region – Bauern aus North- und South Carolina sowie Georgia, welche auf der Suche nach unerschlossenem Ackerland waren.
Die erste Ansiedlung auf dem Gebiet des heutigen Rainbow City trug den Namen Coosa Bend. Zwischen 1817 und 1830 ließen sich dort mehrere Familien nieder. Die 1831 gegründete Old Harmony Baptist Church ist die erste dokumentierte Kirche in Etowah County. In der späteren Besiedlungsperiode änderte sich der Namen der Ansiedlung in Morgan’s Cross Road – benannt nach der Kreuzung zweier Durchgangsstraßen im Ortszentrum. Bis zur Mitte des 20. Jahrhunderts wuchs die Ortschaft auf Stadtgröße an. Am 29. Mai 1950 erhielt sie den Status einer Incorporated City. Erster Bürgermeister von Rainbow City war W. R. Smith, der das Bürgermeister-Amt mit Unterbrechungen bis 1980 innehatte. Das erste Rathaus der Stadt wurde 1954 fertiggestellt. Zuvor fanden die Stadtrats-Treffen in mehreren behelfsmäßigen Räumlichkeiten statt – unter anderem einer Scheune und einem Ladengebäude. Smith’s Nachfolgerin im Amt, Sue L. Glidewell, war eine der ersten Bürgermeisterinnen von Alabama. Sie nahm das Amt wahr bis zu ihrem Rückzug im Jahr 2004.

## Demografie
Das United States Census Bureau ermittelte 2106 für Rainbow City eine Gesamt-Einwohnerzahl von 9.590. Davon waren 4.463 männlich, 5.127 weiblich. 7.174 Einwohner waren älter als 18 Jahre, 2.416 Einwohner Kinder oder Jugendliche, 1.676 Einwohner älter als 65 Jahre. Der Altersmedian betrug 40,1 Jahre. 8.349 der Befragten bezeichneten sich als Weiße (87,1 %), 1.014 als Afroamerikaner (10,6 %), 185 als Asiaten (1,9 %). 32 Einwohner oder 0,3 % ordneten sich zwei oder mehr Races zu. Unabhängig zur Zensus-Zuordnung „Race“ gaben 214 Einwohner (2,2 %) die Zusatzbezeichnung Hispanic an.
Laut Angaben der Seite statistalatlas.com betrug das Medianeinkommen pro Haushalt im Jahr 2015 44.800 US-Dollar (USD). Rainbow City lag mit diesem Wert zwar oberhalb von denjenigen für das County (38.000 USD), die erweiterte Region (Gadsden Area: 38.000 USD) sowie die County-Metropole Gadsden (27.800 USD). Der ermittelte Wert lag allerdings unterhalb des ermittelten US-Medianwerts von 53.000 US-Dollar.

## Wirtschaft und Bildung
Wie im gesamten County sowie den umliegenden Städten sind auch in Rainbow City Pflege, Gesundheitsdienste und Bildung der dominierende Beschäftigungssektor. Etwas höher als in den umliegenden Cities liegt der Anteil der im IT-Sektor Beschäftigten. Nach Angaben des Webportals Encyclopedia of Alabama gliederten sich die einzelnen Sektoren 2012 wie folgt:
- Soziale Dienste, Bildung und Gesundheit – 25,9 Prozent
- Einzelhandel – 16,4 Prozent
- Produktion – 14,7 Prozent
- Verwaltung und Management – 9,9 Prozent
- Gastronomie und Tourismus – 9,0 Prozent
- Sonstige Dienstleistungen – 7,0 Prozent
- Öffentliche Verwaltung – 6,5 Prozent
- Baugewerbe – 3,1 Prozent
- Informationstechnik – 2,8 Prozent
- Finanzdienstleistungen, Versicherungen und Immobilienverwaltung – 2,6 Prozent
- Großhandel – 2,0 Prozent
- Transport, Verkehr und Lagerhaltungs-Logistik – 1,7 Prozent

Die Schulen in Rainbow City sind Teil des Etowah County School System. Aktuell werden in der Stadt eine Elementary School, eine Middle School und eine High School angeboten. Laut Encyclopedia of Alabama besuchten diese 2012 rund 1.300 Schüler; die Anzahl der Lehrkräfte belief sich auf rund 75. Darüber hinaus befindet sich in der Stadt eine christliche Akademie für K-12-Studenten. Das Gadsden State Community College ist knapp 10 Kilometer von der Stadt entfernt.

## Sonstiges
Der an die Old Harmony Baptist Church angrenzende Friedhof Old Harmony Cemetery gilt als historisch bemerkenswert. Beerdigt sind auf ihm sowohl ehemalige Sklaven als auch Indianer. Ebenso finden sich dort Einzelgräber ebenso wie Gräber für Doppelbestattungen. Auch die Grabstein-Inschriften werden seitens der City-Webseite als besonders individuell und phantasiereich hervorgehoben.